# Kultura miejska

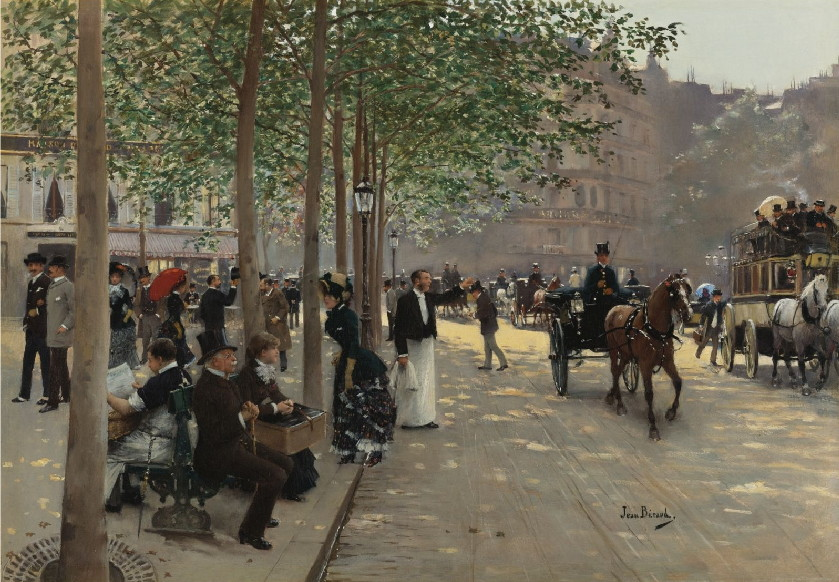
Na ulicy Paryskiej; Aleja Paryska, ok. 1880. Obraz Jeana Bérauda, przedstawiający kulturę miejską Paryża

Kultura miejska (ang. urban culture) – w krajach Zachodu termin używany na określenie kultury ludności miast, przy czym często (szczególnie w Stanach Zjednoczonych) jest to eufemizm w odniesieniu do kultury afroamerykanów lub innych emigrantów, którzy zdominowali niektóre dzielnice miejskie dawniej zasiedlone przez ludność białą (zob. też. wielka migracja Afroamerykanów w Stanach Zjednoczonych).

## Opis
W ujęciu globalnym miasta są często ośrodkami władzy gdzie zlokalizowane są siedziby rządów czy główne biura korporacji. Jednak w niektórych krajach elity tworzą enklawy poza centrami miejskimi (zob. też ucieczka białych, ang. white flight), podczas gdy centralne, zaniedbane dzielnice miast (ang. inner city) zamieszkiwane są przez ubogą ludność (często zdominowaną przez imigrantów).
Społeczność wielkomiejska różni się pod wieloma względami od małej społeczności lokalnej (wiejskiej). Społeczność wielkomiejska jest nie tylko liczebna, ale i rozległa przestrzennie. Jest też ruchliwa i różnorodna. Kontakty mają zwykle charakter rzeczowy, formalny, a nie osobowy, gdyż osobiste więzi międzyludzkie nie są w stanie łączyć bliżej tak licznej zbiorowości. Ludzie żyją więc we względnej izolacji, są zdystansowani do siebie, podchodzą do siebie z dużą dozą obojętności. Jest to więc swego rodzaju – jak ujął to amerykański socjolog David Riesman – samotny tłum. W społeczności wiejskiej komunikowanie treści symbolicznych obywało się na drodze bezpośrednich, osobistych kontaktów w zamkniętych grupach o niewielkim stopniu przenikania, podczas gdy w społecznościach wielkomiejskich – jeśli pominąć kręgi rodzinne lub koleżeńskie – komunikacja, choć zatacza dużo szersze kręgi, jest znacznie bardziej powierzchowna, odbywa się zasadniczo za pomocą środków masowego przekazu.
W ujęciu socjologicznym miasto traktowane jest jako miejsce przeciwstawne obszarom wiejskim, ze względu na styl życia i powiązane z nim takie cechy jak: przestrzenna segregacja mieszkańców, bezosobowe relacje społeczne, racjonalność działań i pojawianie się anomii. Te założenia wprowadzone zostały przez działającego w szkole chicagowskiej Louisa Wirtha w roku 1938. Zbudowane one zostały na badaniach miast amerykańskich w okresie przedwojennym, a następnie przyjęto je jako uniwersalne. Jednak częściowo model biegunowy (miasto-wieś) zaczął być odrzucany w latach 50. XX wieku, wraz z badaniem procesów urbanizacji w krajach Trzeciego Świata, jak i w krajach rozwiniętych. Głównie odrzucono jego założenie, że wielkość, gęstość i heterogeniczność społeczności, rozumiane jak trzy główne cechy miasta, będą korelować z innymi cechami, a także stwierdzono, że nie tylko na obszarach wiejskich, ale i w wielkich miastach grupy pierwotne odgrywają ważne role w życiu społecznym.
W większości krajów zachodnich mieszkańcy miast mają bardziej lewicowe zapatrywania polityczne w porównaniu z mieszkańcami przedmieść czy rejonów wiejskich. Choć deindustrializacja w miastach spowodowała spadek znaczenia klasy robotniczej i związków zawodowych to nowa lewica znajduje tam oparcie w wyższej klasie średniej białych kołnierzyków, w ośrodkach akademickich i artystycznych. Ludność miast w porównaniu z ludnością z terenów wiejskich jest bardziej liberalna i kosmopolityczna – w ogólności mniej religijna, bardziej zainteresowana ochroną środowiska i bardziej otwarta na imigrantów (np. w Stanach Zjednoczonych przykładem takich różnic może być kontrast kulturowy i polityczny pomiędzy rolniczym Ciemnym Południem a stanami północnymi, gdzie zlokalizowane są duże ośrodki miejskie).
W kontekście rozrywki lub rekreacji termin kultura miejska odnosi się do wytworów i aktywności specyficznych dla miejskiej przestrzeni publicznej lub tam powstałych (np. hip-hop, rap, breakdance, Double Dutch, graffiti, beatbox, slam poetycki, instalacje, sztuka uliczna, parkour, wrotkarstwo, skateboarding, Freestyle, BMX, jazda na rowerze jednokołowym, akrobacje rowerowe, streetball, futbol uliczny, capoeira), Street Workout.